# Майк Дітка
Майк Дітка (англ. MIke Ditka; нар. 18 жовтня 1939) — колишній гравець в американський футбол, тренер і коментатор. Дітка тренував Чикаго Берз упродовж 11 років та Нью-Орлеан Сейнтс упродовж 3 років. Він один із двох людей, що вигравали титули НФЛ як гравці, помічники головного тренера й головні тренери. Двічі він досягав цього успіху з Чикаго Берз, як гравець 1963 року й як головний тренер 1985 року.

## Біографія
Майк Дітка народився як Майкл Дичко у місті Карнегі, Пенсільванія, в родині емігрантів з України. Оскільки прізвище Дичко (Dyczko) складне для прочитання, то родина змінила його на Дітка.
Упродовж 1958—1960 років Дітка грав за команду Університету Піттсбурга в атаці, на позиції тайтенда, а також виконував функції пантера. 1961 року його задрафтували Чиказькі Ведмеді під п'ятим номером. Уже в першому сезоні Дітка 58 разів упіймав м'яч, що було новизною, оскільки раніше тайтенди в основному блокували. Його було оглошено найкращим новим гравцем року. Дітка грав за Ведмедів 5 років і виграв з ними титул чемпіона 1963 року. 1967 року його продали Філадельфійським Орлам, а з 1969 він грав за Ковбоїв із Далласа. Разом із Ковбоями він виграв супербоул 1971 року.
Після сезону 1972 року Дітка завершив кар'єру гравця і став помічником головного тренера в Ковбоїв. За 9 років, які Дітка працював у команді, вона 6 разів вигравала свій дивізіон, тричі чемпіонат НФК та один раз, у 1977, супербоул. У сезоні 1982 року Дітка отримав посаду головного тренера команди Чиказьких Ведмедів. Вершиною його кар'єри був виграш супербоулу 1986 року. Ведмеді звільнили Дітку з посади головного тренера у 1992 після невдалого попереднього сезону. Упродовж трьох років, починаючи з 1997, він тренував Нью-Орлеан Сейнтс, але без успіхів.
У 1988 році Дітка першим із тайтендів був індуктований до Зали слави професійного американського футболу.
Після завершення кар'єри гравця і тренера, Дітка працював коментатором на телебаченні. Він притримується «ультра-ультра-ультраконсервативних» політичних поглядів. У нього четверо дітей.